# 朱華 (景泰進士)
朱華（1422年—？），字文輝，應天府上元縣人，匠藉，明朝政治人物。進士出身。

## 生平
應天府鄉試第五十七名。景泰二年（1451年）辛未科會試第一百六十八名，殿試登進士第二甲第四十六名。

## 家族
曾祖朱貴。祖父朱福。父亲朱琮。